# 讷维克
讷维克（法語：Neuvic，法語發音：[nøvik]）是法国多尔多涅省的一个市镇，位于该省中西部，属于佩里格区。

## 地理
讷维克（45°6'2"N, 0°28'8"E）面积25.82 平方千米，位于法国新阿基坦大区多爾多涅省，该省份为法国西南部内陆省份，是法國本土面积第三大的省，大致对应佩里戈尔地区，北起顺时针与夏朗德省、上维埃纳省、科雷兹省、洛特省、洛特-加龙省、吉倫特省和滨海夏朗德省接壤。
与讷维克接壤的市镇（或旧市镇、城区）包括：伊勒河畔圣莱昂、杜济亚克、格里尼奥勒、瓦勒勒伊、圣塞韦兰代斯蒂萨克、苏尔扎克、圣日尔曼迪萨朗布尔。

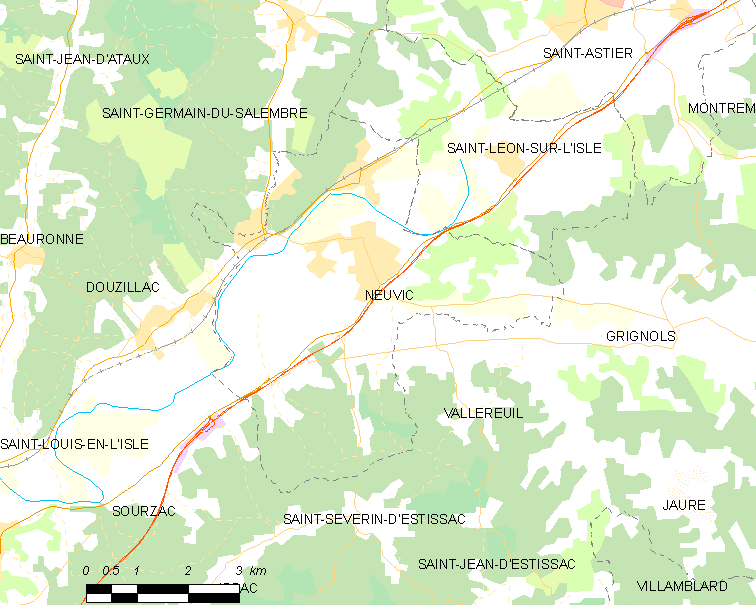
讷维克的OSM定位图

讷维克的时区为UTC+01:00、UTC+02:00（夏令时）。

## 行政
讷维克的邮政编码为24190，INSEE市镇编码为24309。

## 政治
讷维克所属的省级选区为伊勒河谷县。

## 人口

1962-2008年间讷维克人口变化图示

讷维克于2022年1月1日时的人口数量为3663人。